# Los asesinos del emperador
Los asesinos del emperador es una novela histórica del escritor español Santiago Posteguillo, ambientada en el imperio romano entre los años 63 y 99 d. C. Fue publicada en el año 2011 y es la cuarta novela de su autor. El relato narra el proceso de ascenso al poder del emperador Trajano.

## Sinopsis

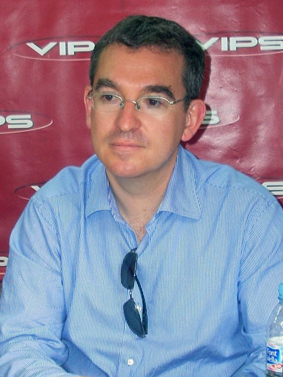
Santiago Posteguillo, autor de la novela.

La historia se inicia cuando el general Trajano, jefe de las legiones que defienden la frontera del imperio en Germania, recibe a una delegación de miembros del senado que le piden su adhesión a una conspiración destinada a dar muerte al emperador Domiciano. En la conjura están implicadas varias personas muy próximas a Domiciano que lo odian por diferentes motivos, entre ellas su esposa Domicia Longina, el consejero Partenio  y un liberto llamado Máximo que forma parte de su servicio personal. Sin embargo, una formidable guardia de escogidos legionarios pretorianos dificultan enormemente cualquier intento de aproximación al emperador. La novela se enmarca en la época de mayor persecución a los cristianos y la afición del emperador por el circo.

## Personajes

### Ulpios
- Marco Ulpio Trajano: Protagonista de la historia. Emperador

- Pompeya Plotina: Esposa de Trajano

- Marco Ulpio Trajano (†): Legado y senador. Padre de Trajano

- Marcia: Madre de Trajano

- Ulpia Marciana: Hermana de Trajano

- Matidia mayor: Hija de Ulpia Marciana

- Vibia Sabina: Hija de Matidia mayor

- Matidia menor: Hija de Matidia mayor

- Rupilia Faustina: Hija de Matidia mayor

- Publio Elio Adriano: Sobrino segundo de Trajano

### Legados y amigos de Trajano
- Cneo Pompeyo Longino: Gran amigo de Trajano

- Marco Cornelio Nigrino: Legado y senador

- Nigrino: Sobrino de Marco Cornelio Nigrino. Tribuno

- Lucio Quieto: Decurión y tribuno

- Manio Acilio Glabrión (†): Tribuno, cónsul y gran amigo de Trajano

- Sexto Atio Suburano: Amigo del padre de Trajano en Judea

- Lucio Licinio Sura: Poderoso senador hispano

- Marco Coceyo Nerva (†): Emperador

- Rufo: Amigo del padre de Trajano en Itálica

- Cneo Julio Agrícola (†): Legado

- Sexto Vettuleno Cerealis: Legado

- Marco Tittio Frugi: Legado

- Aulo Larcio Lépido: Legado

- Tetio Juliano (†): Legado

### Otros miembros del ejército
- Aulo: Pretoriano

- Tiberio Claudio Máximo: Legionario

- Décimo: Centurión.

### Bibliotecarios
- Vetus: Bibliotecario del Pórtico octavio

- Secundo: Librero

### Flavios
- Tito Flavio Vespasiano "Vespasiano" (†): Emperador

- Antonia Cenis (†): Concubina de Vespasiano

- Tito Flavio Vespasiano "Tito" (†): Emperador

- Flavia Julia (†): Hija de Tito

- Berenice: Concubina de Tito

- Tito Flavio Domiciano "Domiciano" (†): Emperador. Antagonista principal

- Domicia Longina: Esposa de Domiciano

- Cneo Domicio Corbulón (†): Legado. Padre de Domicia Longina

- Casia Longina (†): Madre de Domicia Longina

- Domicia Córbula (†): Hermana de Domicia Longina

- Paris (†): Actor

- Lucio Elio Lamia (†): Primer marido de Domicia Longina

- Flavio Sabino (†): Hermano de Vespasiano

- Flavio Clemente (†): Primo de Tito y de Domiciano

- Flavia Domitila III: Esposa de Flavio Clemente

- Dos niños (†): Hijos de Flavio Clemente y Flavia Domitila III

### Otros emperadores
- Nerón Claudio Germánico (†): Emperador

- Servio Sulpicio Galba (†): Emperador

- Marco Salvio Otón (†): Emperador

- Aulo Vitelio Germánico (†): Emperador

- Marco Cocceyo Nerva (†): Emperador

### Libertos
- Partenio (†): Liberto y consejero imperial

- Máximo (†): Liberto al servicio de la familia imperial

- Estéfano (†): Liberto al servicio de la familia imperial

### Pretorianos y gobernadores
- Cornelio Fusco (†): Jefe del pretorio

- Casperio Eliano (†): Jefe del pretorio

- Lucio Antonio Saturnino (†): Legado y gobernador de Germania Superior

- Lapio Máximo: Gobernador de Germania Inferior

- Norbano (†): Procurador de Recia y jefe del pretorio

- Petronio Segundo (†): Jefe del pretorio

### Judíos
- Simón bar Giora (†): Líder de los sicarios judíos

- Eleazar ben Jair: Segundo de Simón bar Giora

- Gischala: Líder de los zelotes judíos

### Dacios
- Douras: Rey de la Dacia

- Decébalo: Noble de la Dacia

- Diegis: Noble de la Dacia

- Vezinas: Noble de la Dacia

- Bacilias: Sumo sacerdote de la Dacia

- Dochia: Hermana de Decébalo

### Germanos
- Dos príncipes de los catos: Jefes tribales de Germania

### Gladiadores
- Marcio: Mirmillo

- Atilio (†): Provocator

- Cayo (†): Lanista

- Spurius (†): Un veterano satigarius

- Un gladiador tracio de Pérgamo (†)

- Un samnita (†)

- Un provocator (†)

- Un sagitarius joven (†)

- Un joven tracio (†)

### Sármatas
- Alana: Guerrera sármata, gladiatrix

- Tamura (†): Guerrera sármata, hermana de Alana

- Dadagos (†): Guerrero sármata

### Animales
- Cachorro (†): Un perro. Mascota de Marcio

### Personajes del Anfiteatro Flavio
- Nonio (†): Andabata

- Carpophorus: Bestiarius

### Arquitectos
- Rabirius: Arquitecto

- Apolodoro de Damasco: Arquitecto

### Curatores
- Póstumo (¿†?): Curator

### Poetas
- Estacio (†): Poeta

- Claudia (†): Esposa de Estacio

- Numerius: Esclavo de Estacio

### Senadores
- Plinio el Viejo (†): Senador

- Plinio el Joven: Senador

- Celso: Senador

- Palma: Senador

- Verginio Rufo (†): Senador

### Otros
- San Juan: Discípulo de Cristo

- Basílides: Sacerdote jefe del santuario del monte Carmelo

## Trilogía
Los asesinos del emprador, es la primera novela de una trilogía dedicada a Trajano. El segundo tomo, Círco Máximo, incluye la conquista de la Dacia y el tercero, La legión perdida, se encuadra en la guerra contra los Partos. Durante la etapa en que Trajano estuvo al frente de Roma (98 - 117 d. C.), el imperio alcanzó su máxima extensión histórica.